# Любич (гміна)
Гміна Любич (пол. Gmina Lubicz) — сільська гміна у північній Польщі. Належить до Торунського повіту Куявсько-Поморського воєводства.
Станом на 31 грудня 2011 у гміні проживало 18656 осіб.

## Площа
Згідно з даними за 2007 рік площа гміни становила 106.03 км², у тому числі:
- орні землі: 69.00%
- ліси: 18.00%

Таким чином, площа гміни становить 8.62% площі повіту.

## Населення
Станом на 31 грудня 2011:
| Опис     | Загалом | Загалом | Чоловіки | Чоловіки | Жінки | Жінки |
| -------- | ------- | ------- | -------- | -------- | ----- | ----- |
| одиниця  | осіб    | %       | осіб     | %        | осіб  | %     |
| все      | 18656   | 100     | 9223     | 49.44    | 9433  | 50.56 |
| міське   | 0       | 100     | 0        |          | 0     |       |
| сільське | 18656   | 100     | 9223     | 49.44    | 9433  | 50.56 |

## Сусідні гміни
Гміна Любич межує з такими гмінами: Цехоцин, Ковалево-Поморське, Лисоміце, Оброво, Велька Нешавка.